# Арагац (Арагацотнская область)
Арага́ц (арм. Արագած) — село в Армении, в центре Арагацотнской области, в Апаранской котловине.

## География
Расположено в 14 км к югу от Апарана и в 25 км к северу от Аштарака к западу от трассы Ереван—Апаран, на берегу реки Гехарот. На севере от села расположено село Цахкашен, на востоке Шенаван, на юге Варденут, а на западе от села расположена гора Арагац, от которой село и получило своё название.
Дома каменные. В окрестностях села сохранились руины урартского сторожевого поста и поселения. Сельская церковь Сурб Аствацацин построена из чёрного камня в конце XIX века.

## История
В средние века село было центром письменности. 10 сентября 1948 года село получило нынешнее название.

## Население
Население села — армяне.
| Год  | Численность | Численность |
| ---- | ----------- | ----------- |
| 1873 | 1095        | [ 4 ]       |
| 1922 | 1535        | [ 4 ]       |
| 1959 | 1519        | [ 4 ]       |
| 1970 | 2103        | [ 4 ]       |
| 1979 | 2251        | [ 4 ]       |
| 2001 | 3040        | [ 4 ]       |
| 2004 | 3100        | [ 4 ]       |
| 2008 | 3730        | [ 5 ]       |
| 2011 | 2773        | [ 6 ]       |

## Известные уроженцы
В селе родились гусан Ашхуйж и рассказчик народных сказок Никогос Петросян (Петой Нико).

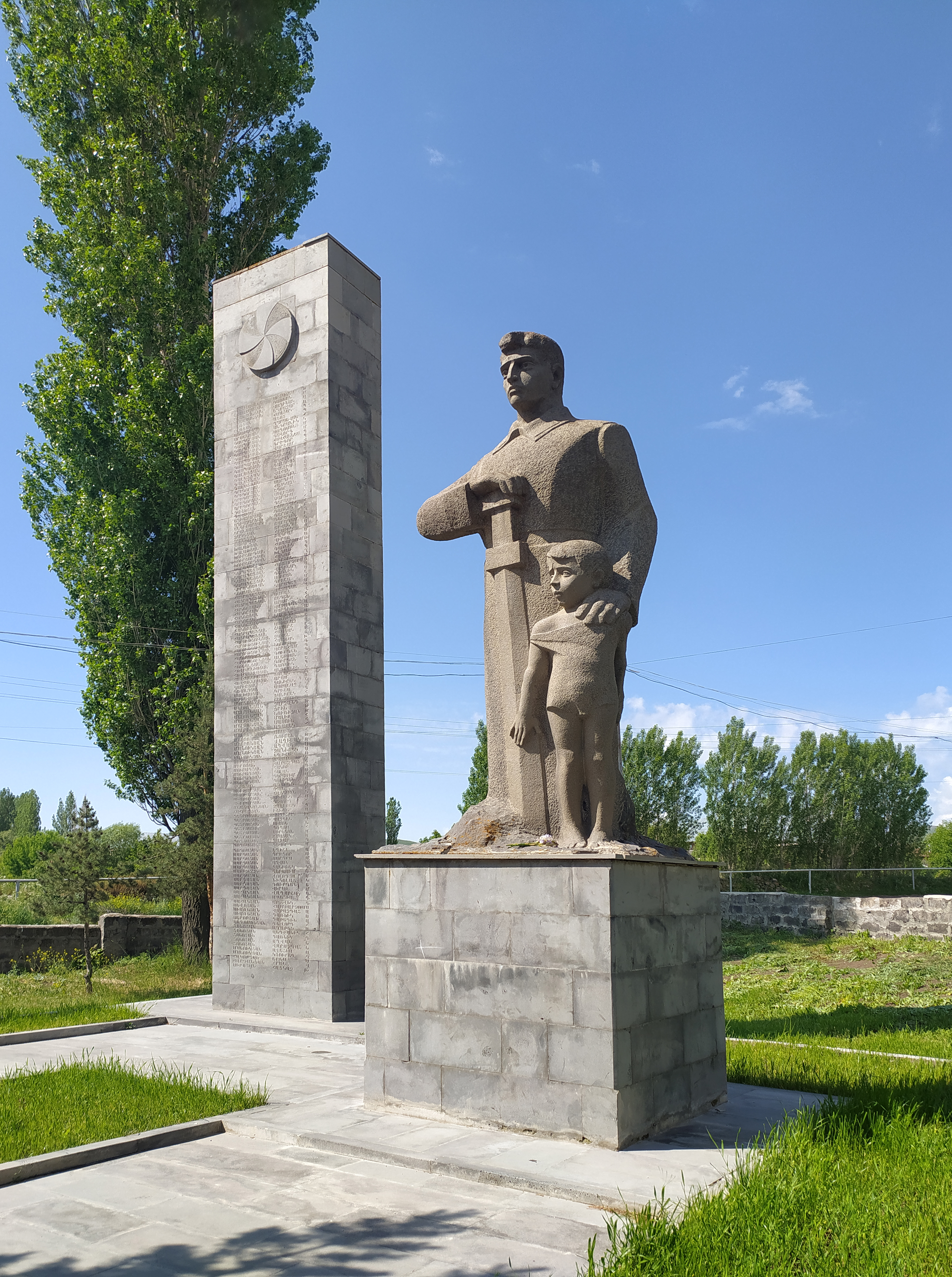
Мемориал памяти погибших в Великой Отечественной войне